# 金琳煥
金 琳煥（キム・イムファン、Kim Lim-Hwan、1992年5月6日 - ）は、大韓民国の柔道選手。在日三世。階級は66kg級。

## 人物
相原中学3年の時に全国中学校柔道大会団体戦でチームメイトの丸山剛毅などとともに活躍して3位になった。
新田高校3年の時にインターハイ73kg級で5位になった。
東海大学へ進学すると、3年の時に全国体育系学生柔道体重別選手権大会66kg級で優勝した。4年の時にはグランドスラム・バクーで3位に入った。
大学を卒業後は韓国馬事会の所属になると、2016年のグランプリ・サムスンでIJFワールド柔道ツアー初優勝を飾るも、この階級には世界チャンピオンのアン・バウルがいたためにリオデジャネイロオリンピックには出場できなかった。
2017年の世界選手権では準々決勝でロシアのミハイル・プリャエフに敗れると、その後の3位決定戦でもジョージアのバジャ・マルグベラシビリに敗れて5位だった。
2019年のグランドスラム・デュッセルドルフでは決勝で中学の1年後輩である丸山城志郎に技ありで敗れて2位だった。グランプリ・フフホトでは優勝した。東京で開催された世界選手権ではシード外ながら決勝まで進むも、丸山に一本負けして2位だった。
2020年2月のグランドスラム・パリでは決勝でアン・バウルに反則負けして2位だった。
2021年7月に延期された東京オリンピックにはアン・バウルとの代表争いに敗れて出場できなかった。

## 主な戦績
- 2007年 - 全国中学校柔道大会 団体戦 3位
- 2010年 - インターハイ 5位(73kg級)
- 2014年 - 全国体育系学生柔道体重別選手権大会 優勝
- 2014年 - グランドスラム・バクー 3位
- 2015年 - グランプリ・青島 3位
- 2016年 - グランドスラム・パリ 5位
- 2016年 - グランプリ・サムスン 優勝
- 2017年 - 世界選手権 5位
- 2019年 - グランドスラム・デュッセルドルフ 2位
- 2019年 - グランプリ・フフホト 優勝
- 2019年 - 世界選手権　2位
- 2021年 -　アジア・オセアニア選手権　　個人戦　3位　団体戦　優勝

(出典)。